# قمر اصطناعي متزامن مع الأرض

الأقمار الاصطناعية في المدار الثابت بالنسبة للأرض.

القمر الاصطناعي المتزامن مع الأرض هو قمر صناعي يدور في مدار متزامن مع الأرض، مع فترة مدارية تماثل فترة دوران الأرض حول نفسها. يعود هذا القمر الاصطناعي إلى نفس الموضع في السماء بعد كل يوم فلكي، ويتبع مسارًا على مدار اليوم في السماء على شكل أنالمة. يُعتبر «القمر الاصطناعي الجغرافي الثابت» نوعًا خاصًا من الأقمار الاصطناعية المتزامنة مع الأرض، التي تدور في مدارٍ جغرافي ثابت – أي مدار متزامن مع الأرض دائري الشكل فوق خط الاستواء مباشرةً. يُعتبر «مدار التندرا» الإهليجي نوعًا آخر من المدارات المتزامنة مع الأرض المُستخدمة من قبل الأقمار الاصطناعية.
تتميز الأقمار الاصطناعية المتزامنة مع الأرض بخاصية فريدة من نوعها وهي ثباتها بشكل دائم في نفس الموضع في السماء عند رصدها من أي موقع ثابت على الأرض، ما يغني الهوائيات الأرضية عن تتبعها باستمرار إذ تظل ثابتةً في اتجاه واحد. عادةً ما تُستخدم هذه الأقمار الاصطناعية لأغراض الاتصالات؛ الشبكة المتزامنة مع الأرض هي شبكة اتصال تعتمد على الاتصال بالأقمار الاصطناعية المتزامنة مع الأرض أو من خلالها.

## التعريف
يشير مصطلح التزامن مع الأرض إلى الفترة المدارية للقمر الاصطناعي التي تتزامن مع فترة دوران الأرض حول نفسها. ولكي يكون قمرًا صناعيًا جغرافيًا ثابتًا، يجب وضعه في مدارٍ فوق خط الاستواء. يعمل هذان الشرطان على جعل القمر الاصطناعي يظهر في منطقة رؤية غير متغيرة في السماء عند رصده من سطح الأرض، ما يتيح تشغيله بشكل مستمر من نقطة واحدة على سطح الأرض. يُعتبر المدار الجغرافي الثابت النوع الأكثر شيوعًا لمدارات الأقمار الاصطناعية المُستخدمة للاتصالات.
إذا لم يكن مدار القمر الاصطناعي المتزامن مع الأرض متوازيًا تمامًا مع خط الاستواء الأرضي، يُعرف المدار باسم «المدار المائل». سيظهر القمر الاصطناعي في السماء (عند رصده من الأرض) كما لو كان يتذبذب يوميًا حول نقطة ثابتة. مع انخفاض الزاوية بين المدار وخط الاستواء، تصبح سعة هذه التذبذب أصغر؛ وعندما يكون المدار دائريًا فوق خط الاستواء تمامًا، يبقى القمر الاصطناعي ثابتًا بالنسبة لسطح الأرض – أي أنه يصبح قمرًا صناعيًا جغرافيًا ثابتًا.

## نظرة تاريخية
اقتُرح المفهوم لأول مرة من قبل «هيرمان بوتوتشنيك» في عام 1928 ورُوج له من قبل مؤلف الخيال العلمي «آرثر سي كلارك» في مقالةٍ في مجلة «وايرليس وورلد» عام 1945. قبل ظهور إلكترونيات الجوامد، تصور كلارك ثلاثة محطات فضائية كبيرة مأهولة مُرتبة في شكل مثلثي حول الكوكب. لكن في الوقت الحاضر، هناك عدد كبير من الأقمار الاصطناعية المتزامنة مع الأرض، وغير مأهولة، والتي غالبًا لا تكون أكبر من حجم السيارة.
اخترع «هارولد روزين»، المعروف على نطاق واسع باسم «أبو القمر الاصطناعي المتزامن مع الأرض»، والذي كان مهندسًا في شركة «هيوز» للطائرات، أول قمر صناعي متزامن مع الأرض، المعروف باسم «سينكوم 2». أُطلق هذا القمر الاصطناعي على متن صاروخ «دلتا بي» المعزز من رأس كانافيرال في 26 يوليو 1963.
كان «سينكوم 3» أول قمر صناعي ثابت جغرافيًا مخصص للاتصالات، إذ أُطلق في 19 أغسطس 1964 على متن صاروخ «دلتا دي» من رأس كانافيرال. استُخدم القمر الاصطناعي، من مداره فوق خط التاريخ الدولي تقريبًا، لبث الألعاب الأولمبية الصيفية من طوكيو لعام 1964 إلى الولايات المتحدة.
كان «ويستار 1» أول قمر صناعي ثابت جغرافيًا مُخصص للاتصالات أطلقته الولايات المتحدة لأهداف تجارية، إذ أُطلِق من قبل شركة «ويسترن يونيون» ووكالة ناسا في 13 أبريل 1974.